# Světová esperantská mládežnická organizace
| Esperanto |  |
| |  |
| Jazyk |  |
| |  |
| - Akademie esperanta - Gramatika - Slovníky - Esperantologie - Abeceda - Číslovky - Fundamento - lernu! - Letní škola esperanta                                                                             |  |
| |  |
| Organizace |  |
| |  |
| - UEA - TEJO - E@I - EEU - SAT - Český esperantský svaz - Česká esperantská mládež - Esperantské kluby - Katolíci                                                                                           |  |
| |  |
| Dějiny |  |
| |  |
| - Ludvík Lazar Zamenhof - Časová osa - Buloňská deklarace - Ido-schizma - Krize ata/ita - Neutrální Moresnet - Interhelpo - Pražský manifest - Bona Espero - Esperantské město                              |  |
| |  |
| Kultura |  |
| |  |
| - Esperantská setkání - Pasporta Servo - Hudba - Rozhlas - Finvenkismus - Homaranismus - Kabei - Politika - La Espero - Stelo - Symboly (vlajka) - UK - IJK - Esperantista - Rodilí mluvčí - Zamenhofův den |  |
| |  |
| Literatura |  |
| |  |
| - Autoři - Esperantské časopisy - Esperantské slovníky - PIV - Wikipedie - KAEST |  |
| |  |
| Úhly pohledu |  |
| |  |
| - Propedeutická hodnota - Srovnání s idem - Srovnání s interlinguou - Reformy - Odpor vůči esperantu |  |

Světová esperantská mládežnická organizace (esperantsky Tutmonda Esperantista Junulara Organizo, zkratkou TEJO) je světovou organizací mladých esperantistů. Byla založena roku 1938 pod jménem Tutmonda Junular-Organizo („Světová mládežnická organizace“), k používání svého současného jména pak přešla v roce 1952. Roku 1956 se sloučila se Světovým esperantským svazem (UEA) a stala se jeho mládežnickou sekcí. Od roku 1971 jsou finance i správa TEJO již plně integrovány do struktur UEA. V posledních letech se ale opět objevují snahy o částečné osamostatnění a právní nezávislost, především vzhledem k jednoduššímu čerpání grantů a dotací.
Světová esperantská mládež je kulturní, vzdělávací a jazykově politickou organizací, která zajišťuje setkání, vzdělávací programy a další využívání mezinárodního jazyka esperanto. Mezi její cíle patří obhajoba a podpora témat jako jsou kulturní bohatství jazykové rozmanitosti, lidská práva aplikovaná na rovině jazyků menšin a vzájemné porozumění za účelem usnadnění přístupu k mezinárodním kontaktům.
Každý rok se pod hlavičkou TEJO uskutečňuje Mezinárodní kongres mládeže (Internacia Junulara Kongreso), pokaždé v jiné zemi světa. Každý IJK trvá přibližně týden a jeho program zahrnuje koncerty, přednášky a prezentace, výlety i čas na odpočinek a neformální povídání s přáteli. V roce 2009 se Mezinárodní kongres esperantské mládeže na pozvání České esperantské mládeže konal v Liberci.
Světová esperantská mládež také od roku 1974 zajišťuje chod služby Pasporta Servo, která umožňuje mluvčím esperanta cestovat po celém světě a ubytovávat se přitom u esperantistů, kteří se nechali zapsat do vydávaného seznamu.
Z publikační činnosti je významný časopis Kontakto („Kontakt“), který vychází šestkrát ročně a pojednává v esperantu o různých tématech běžného života, a čtyřikrát ročně vycházející zpravodaj o dění v organizaci a esperantském hnutí TEJO Tutmonde („TEJO celosvětově“).
V jednotlivých zemích světa je TEJO zastoupena svými zemskými sekcemi, které vykonávají činnost na svém území a mají právo nominovat své zástupce do výboru TEJO. V České republice plní tuto roli Česká esperantská mládež.